# Museum Ulm

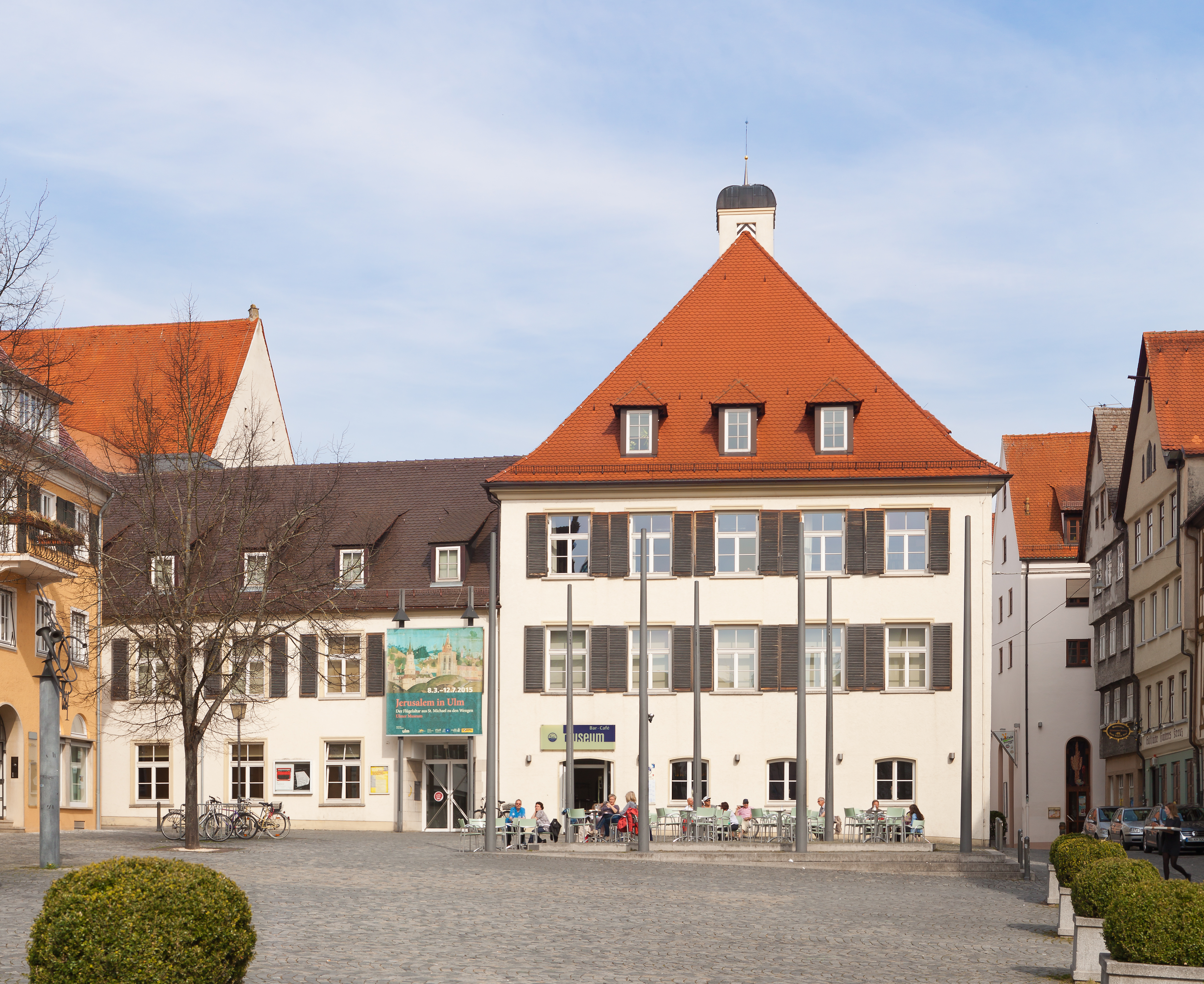
Museum Ulm (2015)

Das Museum Ulm (früher Ulmer Museum) ist ein Museum für Kunst, Archäologie sowie Stadt- bzw. Kulturgeschichte in Ulm. Es wurde 1924 gegründet. Zu seinen Ausstellungen gehören die archäologische Sammlung mit Funden aus der Ur- und Frühgeschichte des Ulmer Raums (darunter der „Löwenmensch“), Malerei und Skulptur der Spätgotik und Renaissance sowohl aus Ulm als auch aus Oberschwaben. Auch Zeugnisse des Kunsthandwerks vom 16. bis zum 19. Jahrhundert aus der Ulmer Handwerks-, Zunft- und Stadtgeschichte werden gesammelt und präsentiert.

## Geschichte
Gründungsdirektor und erster Kunsthistoriker am Museum war ab dem 1. April 1924 der Konservator und Hochschullehrer Julius Baum. Damit, so Erwin Treu, begann „dessen eigentliche Geschichte“. Es „entstand aus einer Rumpelkammer ein Institut“. Nach der Entlassung von Baum im Jahre 1933 wurde das Museum bis 1945 von Adolf Häberle geleitet.
Das Museum hatte bis zur Machtergreifung der Nationalsozialisten eine umfangreiche Sammlung moderner Kunst aufgebaut. Viele dieser Gemälde, Grafiken und Plastiken galten den Machthabern als „entartet“, und 1937 wurde in der zentralen NS-Aktion „Entartete Kunst“ eine Vielzahl davon beschlagnahmt, die meisten zerstört.

### Künstler, deren Werke 1937 aus der Sammlung als „entartet“ beschlagnahmt wurden
Ludwig Ade (1900–1982), Ernst Oscar Albrecht, Heinrich Altherr, René Auberjonois, Ernst Barlach, Max Beckmann, Edmund Bille, Peter August Böckstiegel, Maria Casper-Filser, Karl Caspar, Marc Chagall, Charles Clement (1897–1972), Lovis Corinth, Heinrich Maria Davringhausen, Otto Dix, Josef Eberz, Anton Faistauer, Klara Maria Fehrle-Menrad, Jakob Wilhelm Fehrle, Lyonel Feininger, Conrad Felixmüller, Hans Ganz, Karl Geiser, Wilhelm Geyer, Albert Gleizes, Gottfried Graf, Rudolf Großmann, George Grosz, Erich Heckel, Julius Herburger, Maria Hiller-Foell, Karl Hofer, Egon Hofmann, Richard Hohly, Andrej Jawlensky-Nesnakomow (1902 - 1984), Alexey von Jawlensky, Leopold Kahn (1894–1983), Ernst Ludwig Kirchner, Paul Klee, Albert Kley (1907–2000), Joseph Kneer (1900–1990), Moissey Kogan, Oskar Kokoschka, Otto Lange, Marie Laurencin, Wilhelm Lehmbruck, Luise Mangold (1897–1954), Gustav Maurer (* 1892), Oskar Moll, Raymund Moosmayer, Edward Munch, Heinrich Nauen, Rolf Nesch, Emil Nolde, Jules Pascin, Carl Pflüger, Pablo Picasso, Edwin Scharff, Otto Schoff, Wolf Schwamberger (1908–1994), Richard Seewald, Otto Staiger, Paul Strecker, Max Unold, Maurice de Vlaminck, Friedrich Vordemberge-Gildewart, Rudolf Wacker und Eugen Zeller (1898–1974).

## Sammlung

### Urgeschichte

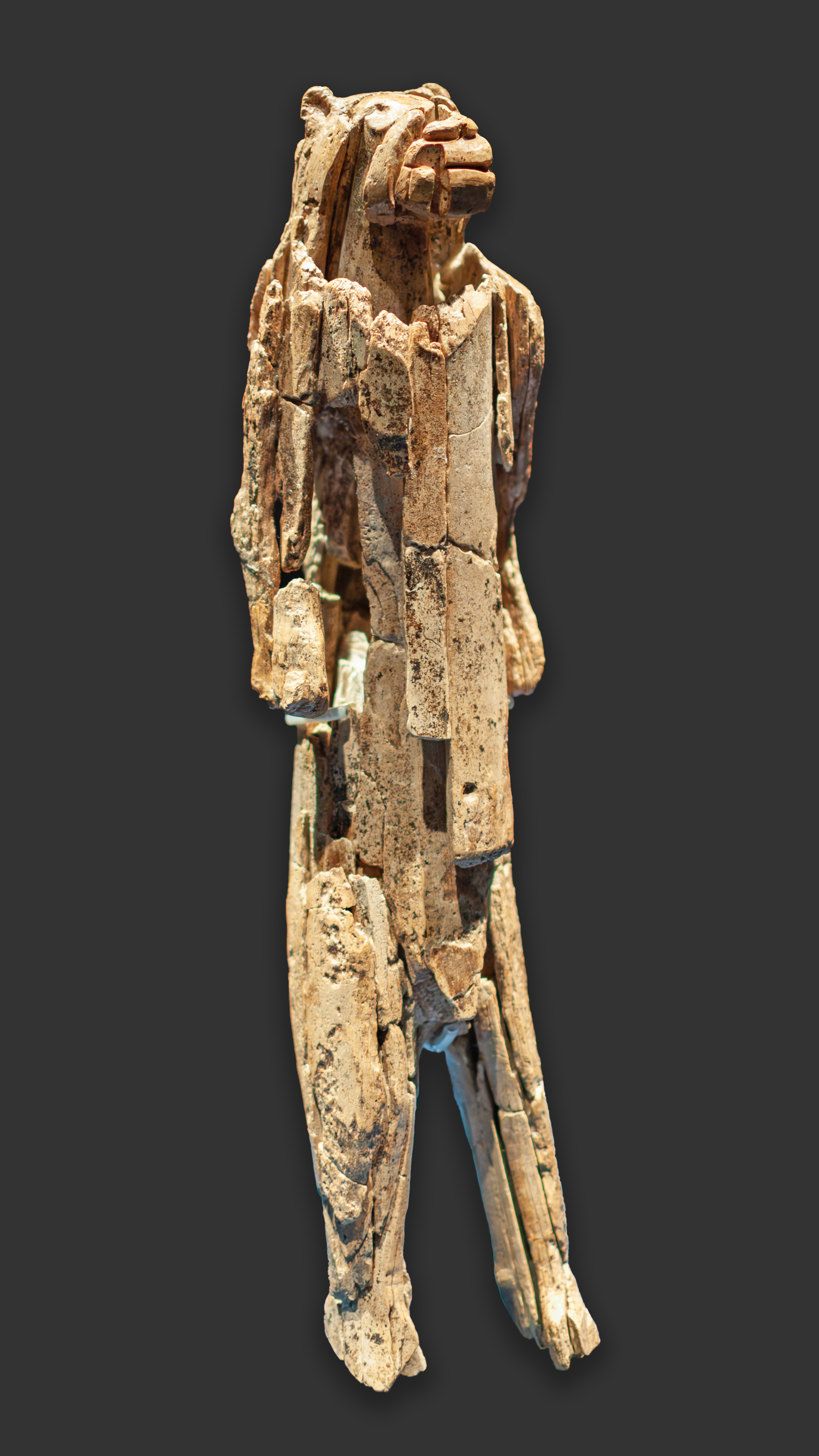
Der Löwenmensch, 1939 bei einer archäologischen Grabung im Hohlenstein-Stadel des Lonetales entdeckt, wird in einer aufwändig gestalteten Kammer des Ulmer Museums aufbewahrt und präsentiert

Die archäologische Dauerausstellung des Museums wurde 2014 neu gestaltet, nachdem weitere Fragmente der 35.000 bis 41.000 Jahre alten Skulptur aus Mammut-Elfenbein am ursprünglichen Fundort im Lonetal geborgen werden konnten. Die teils tierische, teils menschliche Figur wird als Löwenmensch bezeichnet und stellt einen aufrecht stehenden Menschen mit dem Kopf und den Gliedmaßen eines Höhlenlöwen dar. In einem äußerst aufwändigen Restaurierungsprozess in den Jahren 2012/2013 wurde die Figur aus über 300 Bruchstücken komplett neu zusammengesetzte und offenbart nun viele bis dahin nicht gekannte weitere Details.
Präsentiert wird neben dem Löwenmenschen vom Hohlenstein-Stadel auch sein Umfeld auf der Schwäbischen Alb. Zahlreiche alt- bis jungsteinzeitliche Exponate, unter anderem die Funde aus der benachbarten Bocksteinhöhle, werden gezeigt. Dazu gehört vor allem das Exponat eines Neandertaler-Oberschenkelknochens. Dies ist der bisher einzige Knochen dieser Menschenform in Baden-Württemberg. Dazu kommen mesolithische Bestattungen aus der Bocksteinhöhle und aus dem Hohlenstein-Stadel.

### Mittelalter
Präsentiert werden im Museum Ulm viele wichtige Vertreter der Ulmer Schule. Die ganze Entwicklung der spätgotischen Kunst von Meister Hartmann und Hans Multscher (Bihlafinger Madonna) über Martin Schaffner, Michel Erhart, Hans Schüchlin, Jörg Stocker, Niklaus Weckmann, Bartholomäus Zeitblom bis Daniel Mauch wird im Museum durch wertvolle Exponate demonstriert. Auch die Oberschwäbische und Allgäuer Kulturlandschaft der Spätgotik ist vertreten durch Werke von Bernhard Strigel und anderen, was gute direkte Vergleichsmöglichkeiten und Stilstudien zulässt. 
Das Museum präsentiert immer wieder thematische Sonderausstellungen, die die komplizierten Zusammenhänge der Ulmer Spätgotik sichtbar machen. Forschungsschwerpunkte bilden dabei die Ulmer Künstlerfamilien um Hans Multscher, Jörg Syrlin (der Ältere), Jörg Syrlin (der Jüngere), Michel Erhart, Gregor Erhart und Daniel Mauch. 

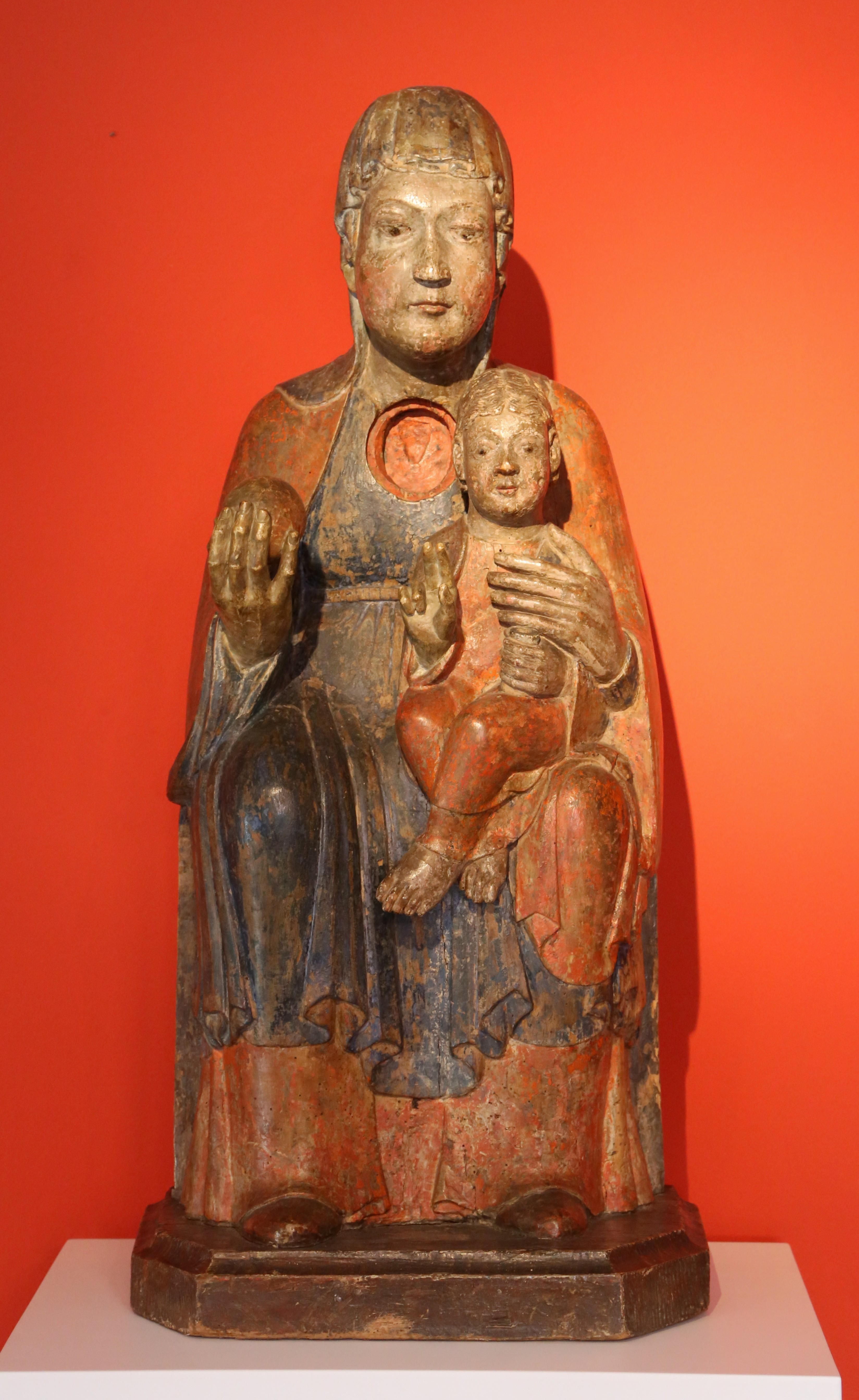
Thronende Maria mit Kind, Lindenholz, Oberschwaben, Anfang 13. Jh.
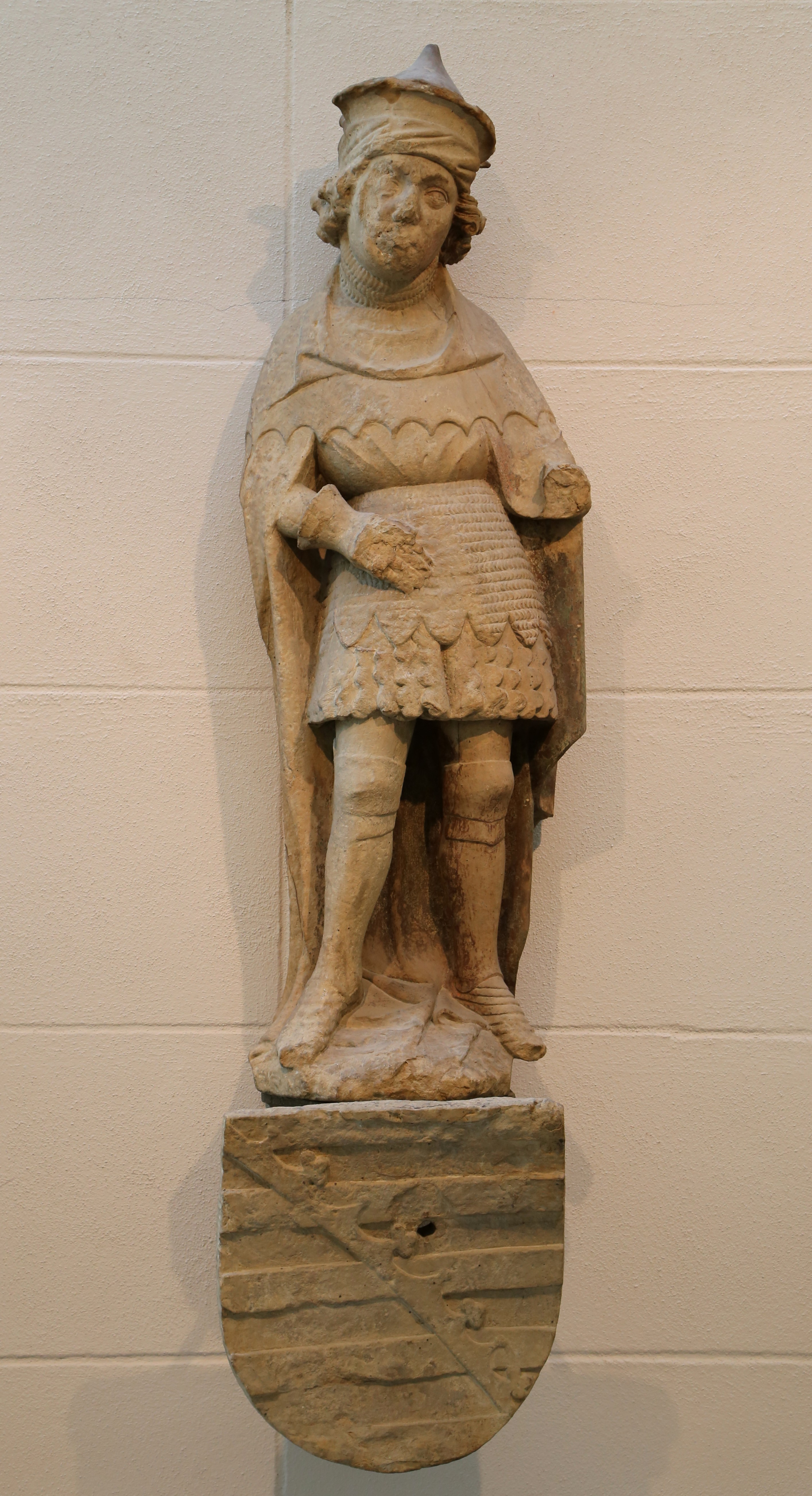
Meister Hartmann: Der Herzog von Sachsen, Sandstein, Ulm, um 1420–1425
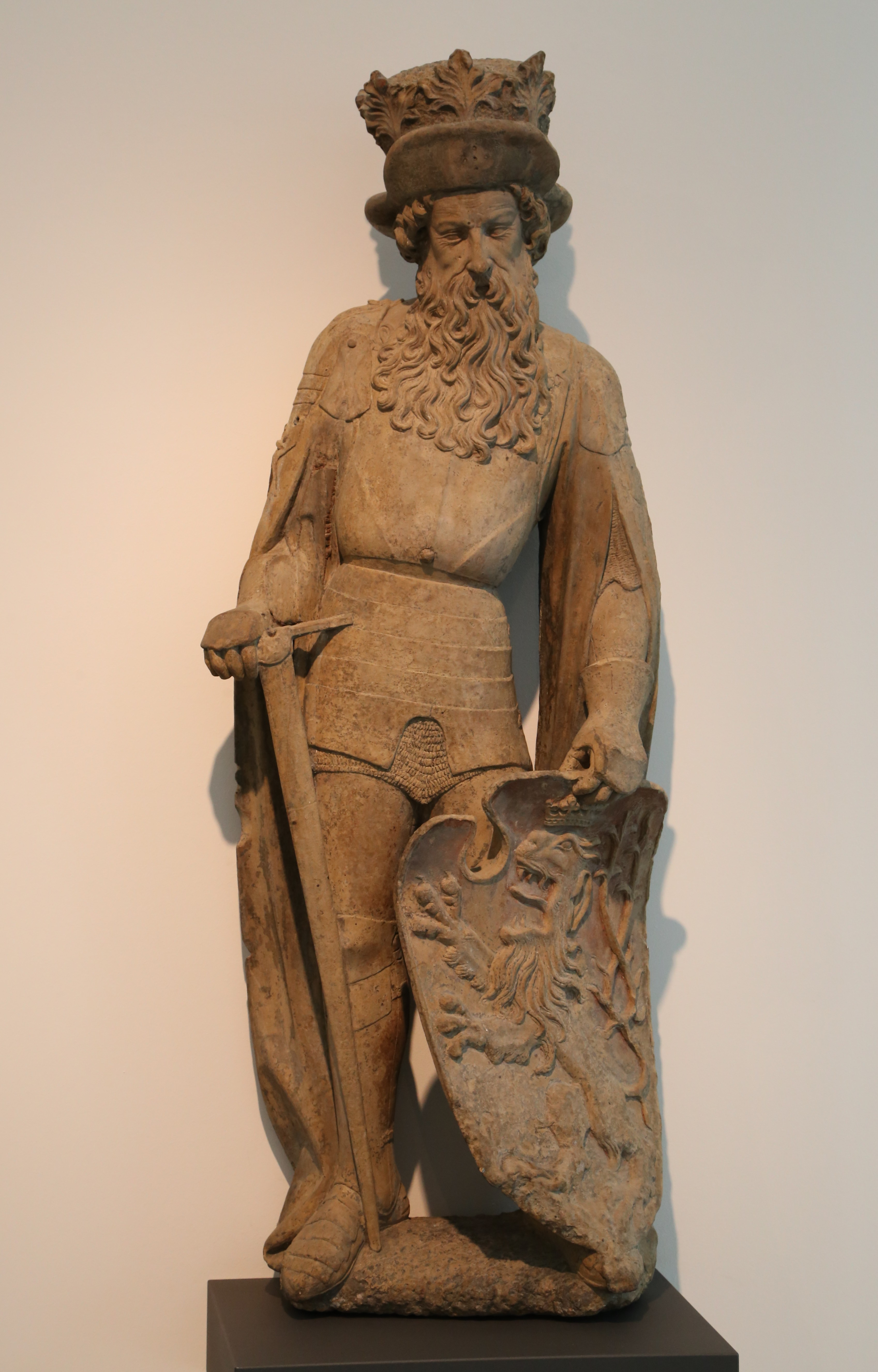
Hans Multscher: Der König von Böhmen, Sandstein, Ulm, um 1427–1433
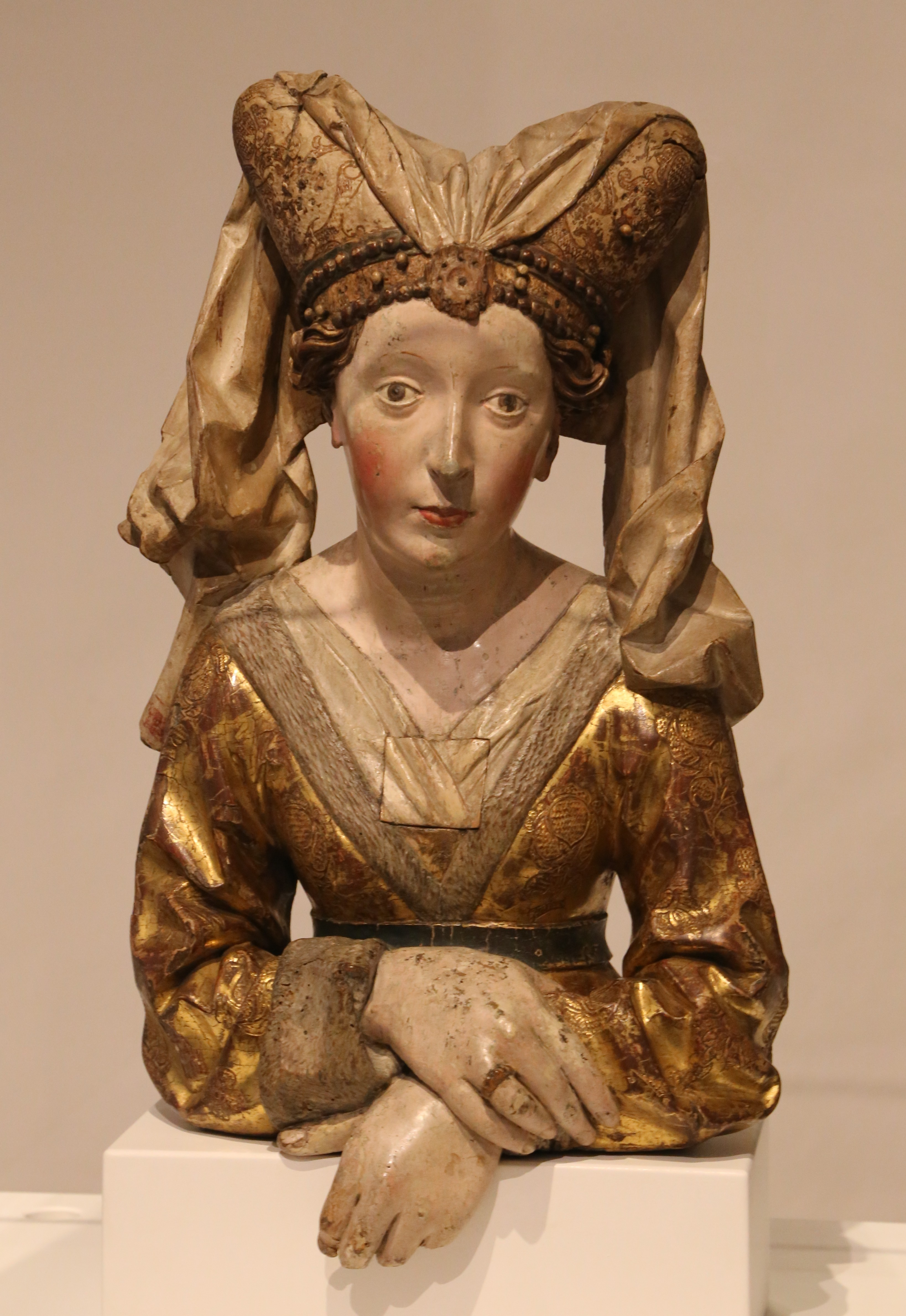
Michel Erhart: Reliquienbüste der Hl. Maria Magdalena, Lindenholz, Ulm, um 1475–1480
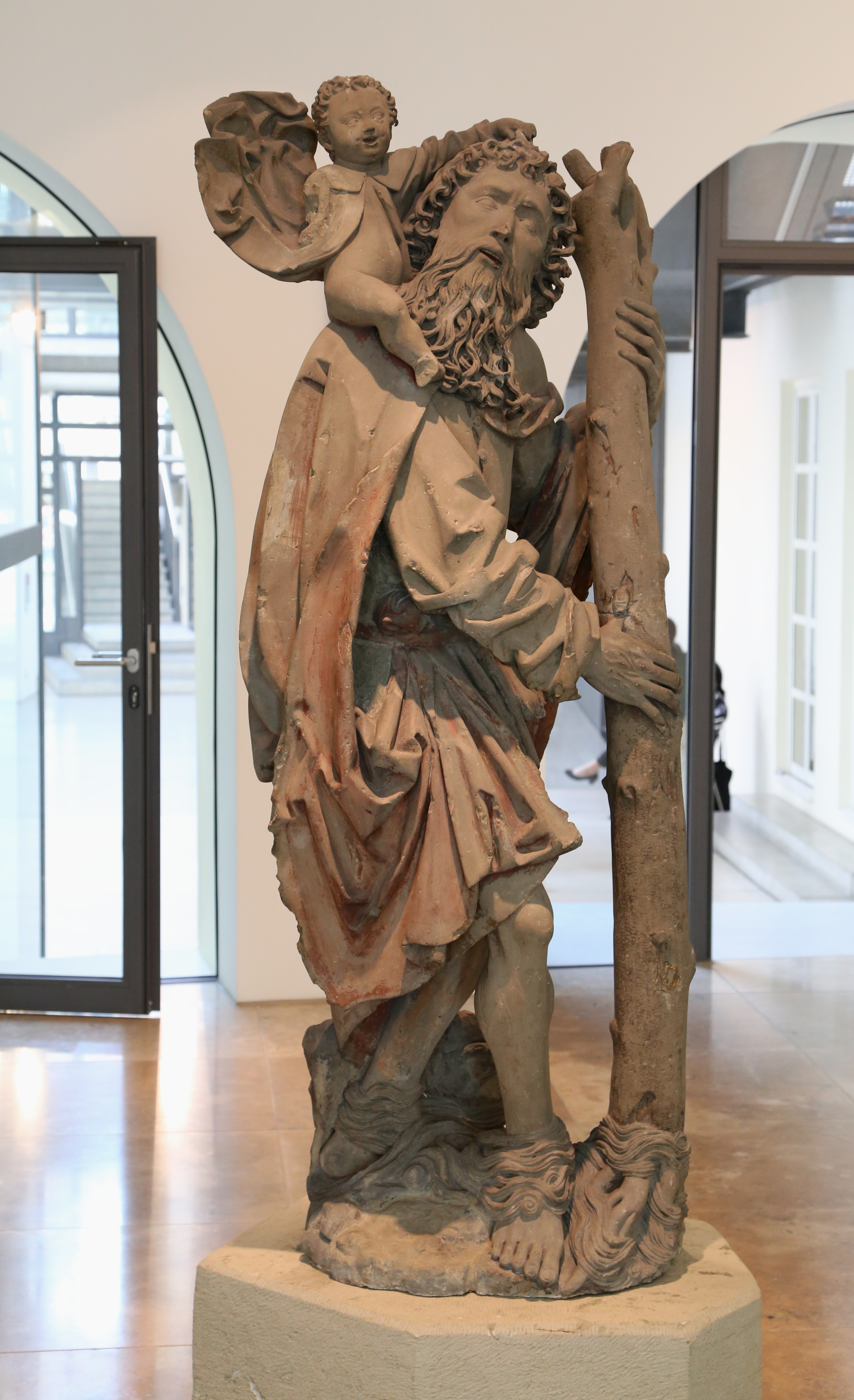
Michel Erhart: Hl. Christophoros, Sandstein, Ulm, um 1480
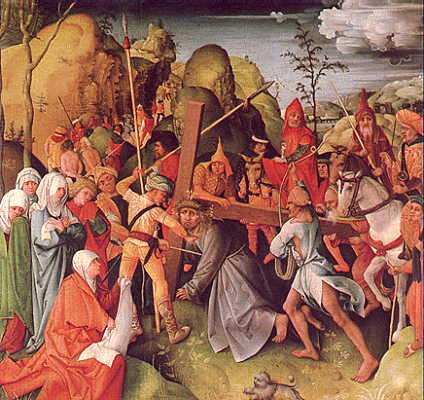
Jörg Stocker (Werkstatt): Kreuztragung, um 1500
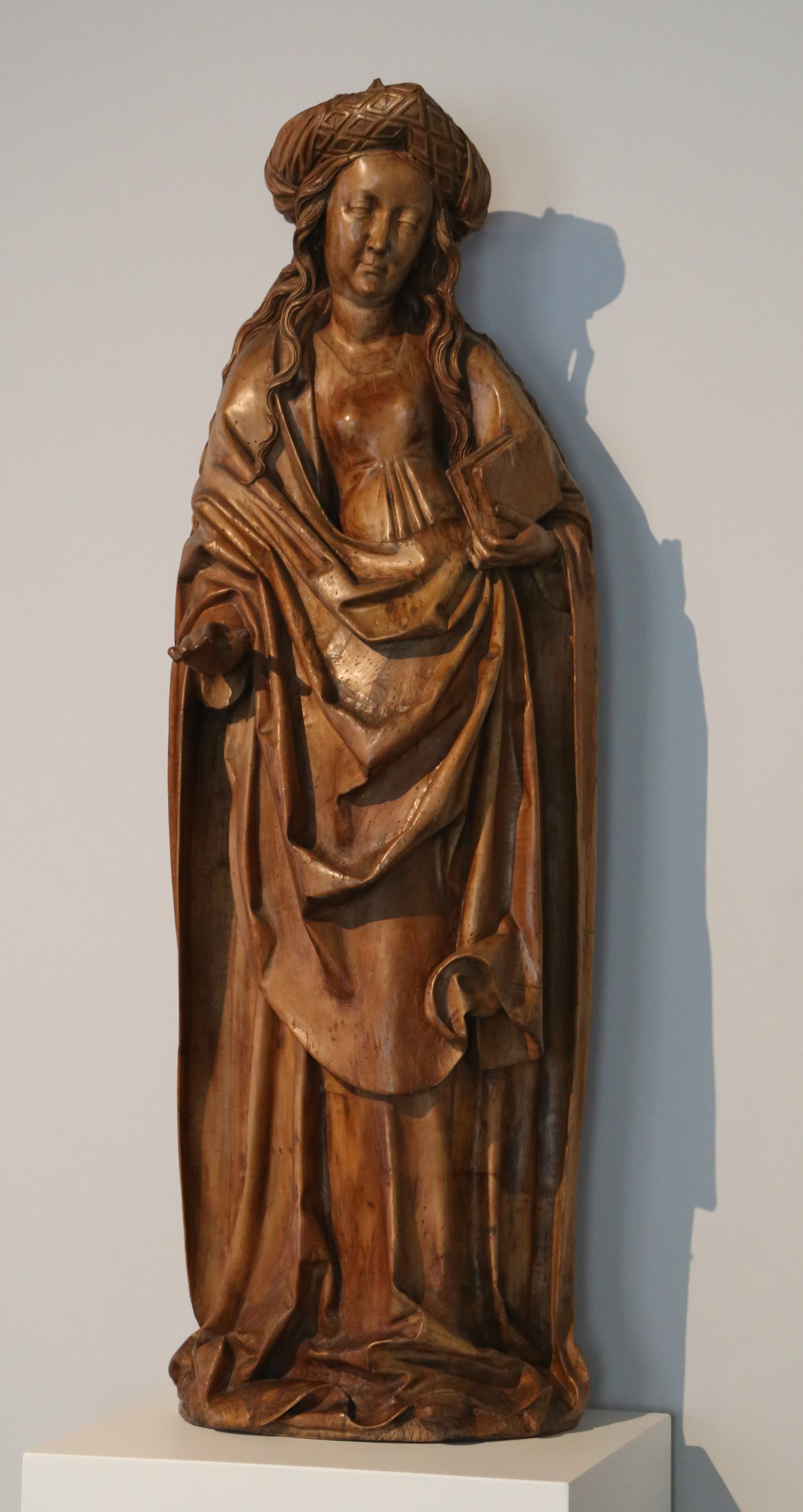
Niklaus Weckmann: Hl. Katharina, Lindenholz, Ulm, um 1510
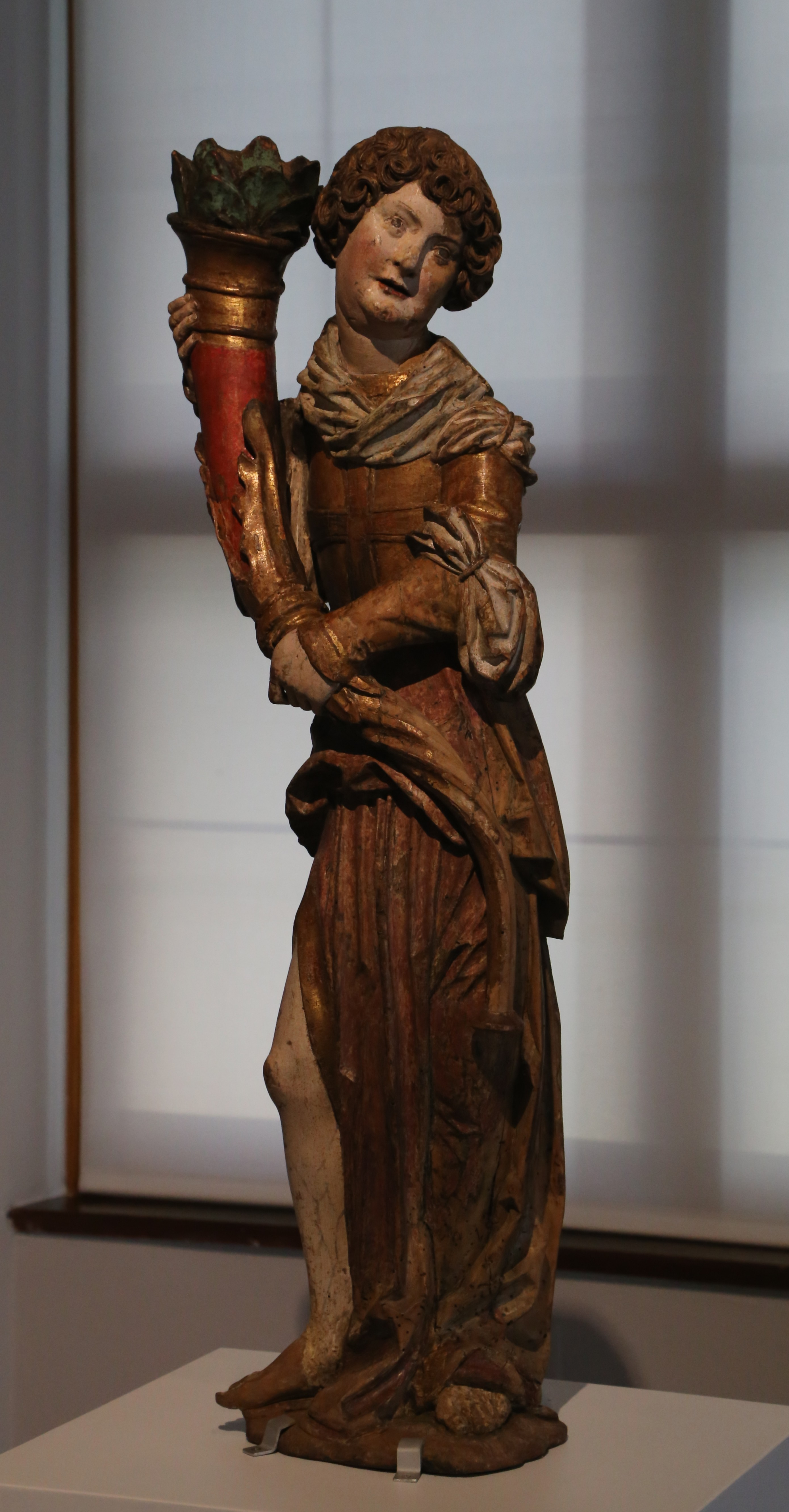
Daniel Mauch: Stehender Engel mit Füllhorn, Lindenholz, Ulm, um 1520

### Neuzeit

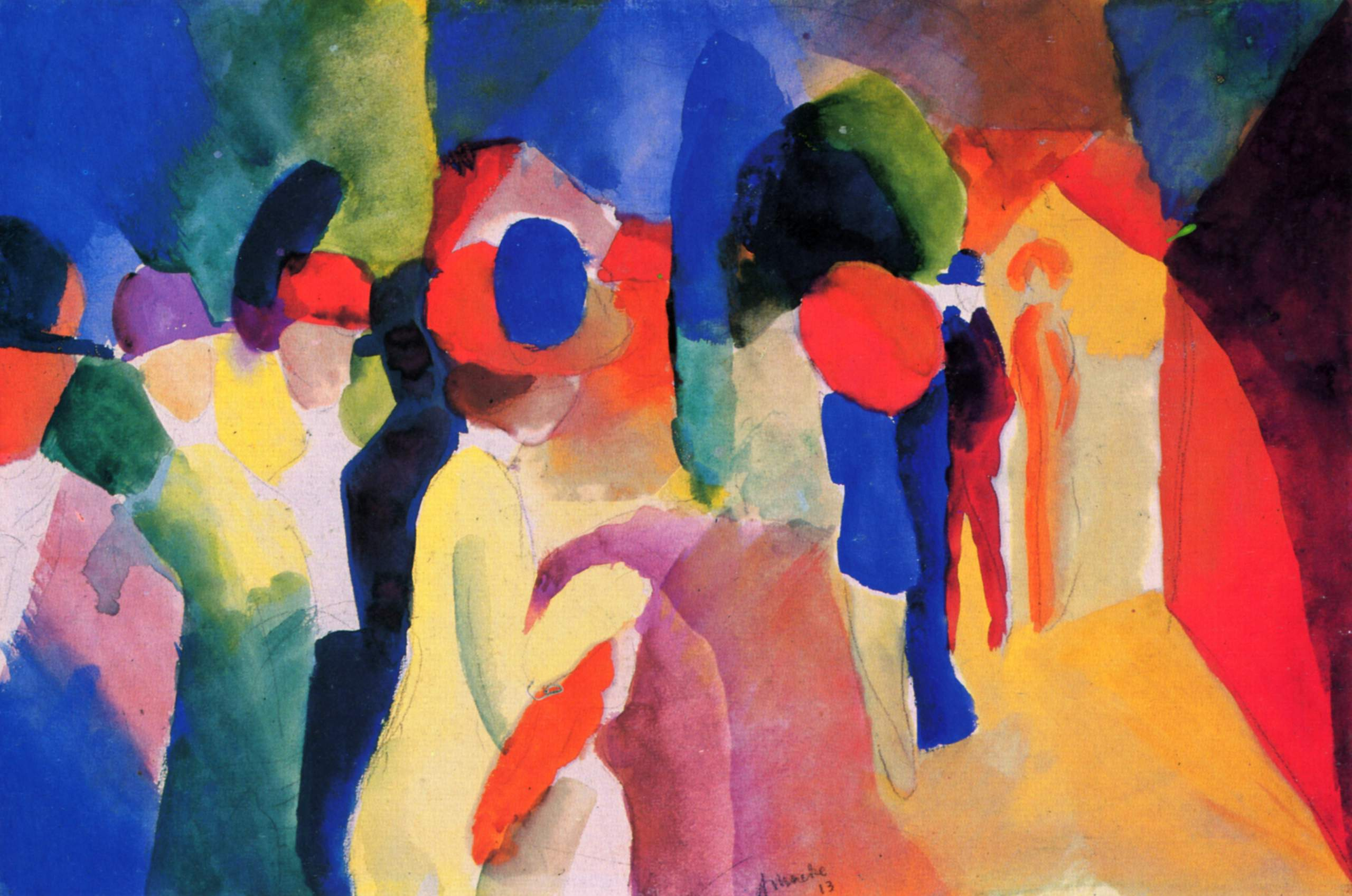
August Macke, Mit gelber Jacke, Aquarell, 1913

Auch repräsentative Werke des 20. und 21. Jahrhunderts gehören zur Ulmer Sammlung, etwa Paul Klee, Ernst Ludwig Kirchner, August Macke und Franz Marc.
Seit dem 14. November 1999 ist eine Neurepräsentation im Erweiterungsbau zum Thema „Europäische und amerikanische Kunst nach 1945“ zu sehen. Zusätzlich wird in Wechselausstellungen Graphik des 20. Jahrhunderts mit Klassischer Moderne präsentiert.

## Freunde des Ulmer Museums e.V.
Der Verein „Freunde des Ulmer Museums e. V.“ wurde 1982 in Ulm gegründet. Er unterstützt die speziellen Belange des Museums Ulm und fördert dessen wissenschaftliche Arbeit.

## Sonderausstellungen (Auswahl)
- 1963: Horst Antes, 15.12.1963 – 19.1.1964
- 1977: Hans Jürgen Diehl, Großstadtkunst. Bilder und Zeichnungen 1963–1977
- 1989: Hochschule für Gestaltung Ulm. Die Moral der Gegenstände, 22. Januar – 5. März 1989
- 1995: Der Löwenmensch. Der gegenläufige Spannungsbogen von gestern und heute: der Löwenmensch, 32.000 Jahre zurück: zur neuesten Technologie: das Jüngste und das Älteste. In Zusammenarbeit mit dem Museum für Moderne Kunst München, 20. Januar – 5. März
- 2003: Tamara Grcic – Videos, Filme, Installationen, 20. Juli – 28. September
- 2003: Ulmer Bürgerinnen & Söflinger Klosterfrauen, 30. August – 23. November
- 2004: Carol Rama – Appassionata, 12. September – 14. November
- 2004: Arno Schmidt, Vier mal Vier – Fotografien aus Bargfeld, 4. Dezember 2004 bis 30. Januar 2005
- 2005: Emil Nolde, Blickkontakte, frühe Portraits, 2. April – 15. August
- 2005: Leiko Ikemura, Skulptur-Malerei-Zeichnung, 12. Februar – 24. April
- 2006: Charlotte Salomon, Leben? Oder Theater? In Zusammenarbeit mit dem Jüdischen Museum, Amsterdam, (Stationen: 16. März – 3. Juni 2007 Galerie im Taxispalais, Innsbruck; 22. Oktober 2006 bis 11. Februar 2007 Ulmer Museum; 12. Oktober 2005 bis 15. Januar 2006 Sprengel Museum, Hannover; 11. März 2005 bis 16. Mai 2005 Kunstsammlungen Chemnitz; 18. Juni – 22. August 2004 Das Städel, Frankfurt)
- 2006: Karin Kneffel, Verführung und Distanz // Seduction and Distance, (Stationen: Mönchehaus Museum, Goslar, Museum Sinclair-Haus, Bad Homburg)
- 2007: Die Kunst- und Wunderkammer des Christoph Weickmann, Reflektionen über eine Sammlung, 17. Februar – 29. April 2007
- 2008: Michaela Melián: Speicher, 19. April – 22. Juni 2008
- 2009: Kosmos und Marionette. Paul Klee und die Romantik, 8. März – 17. Mai 2009
- 2011: Die Weissenhofer: Radical Research – Die Wurzeln der Wissenschaft, 3. April – 29. Mai 2011
- 2015: MACK. Das Licht meiner Farben, 11. September 2015 bis 10. Januar 2016
- 2017: Walt Disney – Fantasien werden niemals alt, 20. Mai – 17. September 2017
- 2017: Erwarten Sie Wunder! Das Museum als Kuriositätenkabinett und Wunderkammer, 20. Mai – 15. Oktober 2017
- 2022: Barock in Ulm! 7. Mai – 25. September 2022

## Veröffentlichungen
- Kataloge des Ulmer Museums. 1981-
- Erwin Treu (Hrsg.): Ulmer Museum, Katalog I: Bildhauerei und Malerei vom 13. Jahrhundert bis 1600. Ulm 1981.
- Brigitte Reinhardt (Hrsg.): Michel Erhart & Jörg Syrlin d. Ä. – Spätgotik in Ulm. Konrad Theiss Verlag, Stuttgart 2002, ISBN 3-8062-1718-1.